# Гудзовський Марк Сергійович
Ма́рк Сергі́йович Гудзо́вський (нар. 21 травня 1997 — 14 березня 2018) — старший солдат Збройних сил України, учасник російсько-української війни.

## Життєпис
Народився 1997 року в місті Дніпропетровськ. Захоплювався бодибілдингом, комп'ютерними технологіями, футболом. По закінченні школи навчався на економічному факультеті УДХТУ — за спеціальністю «фінанси»; коли виповнилося 18 років, пішов добровольцем на фронт.
Приєднався до полку «Азов» у серпні 2015 року; спочатку потрапив у вартову чоту (яка згодом стала 4-ю ротою), згодом перевівся. Старший солдат, радіотелефоніст 1-го відділення 3-го взводу 3-ї роти батальйону особливого призначення «Азов». Згодом поновився в університеті — перейшов на заочну форму навчання. 2018 року побував у відпустці.
У ніч на 9 березня 2018 року брав участь в бою біля Водяного, в якому загинув Юрій Луговський. Після смерті «Баррета» Марк продовжив бій. 10 березня близько 1:00, під час виконання бойового завдання поблизу села Водяне (Волноваський район) зазнав важкого поранення, несумісного з життям — куля снайпера влучила у лоб і вийшла через потилицю, завдавши розтрощення головного мозку 3-го ступеня. Переніс операцію у 61-му військово-мобільному шпиталі (Маріуполь), гелікоптером був доправлений до Дніпра. Лікарі казали, що шансів вижити майже немає; Марк прожив ще кілька днів, помер 14 березня 2018 року у реанімаційному відділенні політравми лікарні ім. Мечникова, не виходячи з коми.
16 березня 2018-го похований на Краснопільському кладовищі.
Без Марка лишились батьки та дві сестри.

## Нагороди та вшанування
- указом Президента України № 189/2018 від 27 червня 2018 року «за особисту мужність і самовіддані дії, виявлені у захисті державного суверенітету та територіальної цілісності України, зразкового виконання військового обов'язку» — нагороджений орденом «За мужність» III ступеня[1]